# 1291
1291 (MCCXCI) je bilo navadno leto, ki se je po julijanskem koledarju začelo na ponedeljek.

## Dogodki

### Uničenje križarskeJeruzalemske kraljevine
- Križarske oblasti v prestolnici Jeruzalemske kraljevine Akkonu v obupu še zadnjič pošljejo odposlanstva za pomoč na evropske dvore. Odgovor je pičel. Celo ciprski kralj Henrik II., ki je hkrati kralj Jeruzalema, pošlje  branit mesto svojega mlajšega brata Amalrika.
- 5. april - Egiptovska mameluška vojska pod vodstvom sultana Al-Ašrafa Halila se formira pred obzidjem Akkona.

- 7. april - Začetek obleganja Akkona z impresivnimi oblegovalnimi napravami, ki traja osem dni. Obe vojski se spopadeta v manjših praskah.
- 15. april - Templarji izvedejo neuspešen izpad v muslimanski tabor, saj se njihovi konji zapletejo v šotorske vrvi. Nekaj dni kasneje se na podobno klavrn način konča izpad hospitalcev.
- 5. maj - Moralo branilcev mesta nekoliko dvigne prihod ciprskega/jeruzalemskega kralja Henrika II., ki pa se zgolj prepriča o brezupni situaciji. ↓
- → Križarji pošljejo odposlanstvo k sultanu, ki pa ne želi slišati ničesar drugega kot brezpogojno predajo mesta.
- 8. maj - Stolpi braniteljev se zaradi izpodkopavanja začno nagibati in podirati.
- 18. maj - Mameluki vdro v mesto, ki ga branitelji srdito branijo. Kralj Henrik II. izkoristi varstvo teme in sredi noči pobegne z okoli 3000 svojimi vojaki. Pridruži se mu veliki mojster hospitalcev Jean de Villiers.  ↓

19. maj → Proti jutru opazijo mameluki izpraznjen sektor, ki bi ga morali braniti Ciprčani. Sultan Halil ves napor oblegovalcev usmeri v to šibko točko. Mameluška vojska se ob hudih izgubah prebije v mesto in zavzame skoraj vso mesto razen sektorja, ki ga branjo templarji. V boju je smrtno ranjen veliki mojster vitezov templarjev Guillaume de Beaujeu. Nasledi ga Thibaud Gaudin, 22. veliki mojster po seznamu, ki pa ga red evakuira skupaj s templjarsko zakladnico, zato poveljstvo med branitelji prevzame templjar maršal Peter de Severy.
- 28. maj - Zadnji napad egiptovskih mamelukov na templjarsko trdnjavo, ki jo branilci branijo do zadnjega moža. Izpodkopana utrdba se pod težo branilcev in napadalcev zruši vase. Akkon je s tem zavzet. Do konca leta padejo še naslednja križarska obalna mesta:
  - 29. maj - Tir pade že naslednjega dne po padcu Akkona;
  - junij - Sidon;
  - julij - Bejrut;
  - Tartus, kamor se je sprva preselil dvor Jeruzalemske kraljevine. Po zavzetju Tartusa se preselijo na Ciper, od koder načrtujejo nove (neuspešne) križarske vojne. Mameluki v skladu s preteklo prakso načrtno uničijo vso pristaniško infrastrukturo in utrjene točke, ki bi rabile za ponovno zavzetje Svete dežele. 1302 ↔

### Mongolski imperij
- pomlad -  Na mongolski dvor Velikega kana prispe ilkanatsko odposlanstvo z Argunovim pismom, v katerem prosi Kublajkana, da mu med mongolskim plemstvom poišče nevesto in s tem utrdi njuno zavezništvo. Kublajkan prične priprave za pomorsko odpravo proti Perziji, saj je pot preko nemirnega Čagataja z zaupno nalogo preveč tvegana. S tem dobi tudi Marko Polo[1] možnost za vrnitev v domovino.
- 7. marec - Umrlega kana Ilkanata Arguna nasledi mlajši brat Gajhatu.
- Zlata horda: ker postane Teluboga vojaško precej vpliven kan, se Zlata horda skupaj z ruskimi vazalstvi začne cepiti med njim in de facto kanom Nogajem. Le-ta zvabi Telubogo pod krinko pogajanj v past in ga umori skupaj z njegovimi privrženci. Za novega kana si nato nastavi pranečaka Tohto, ki je sprva njemu uslužen kan. Tohta ni musliman in pripada liniji mongolskega šamanizma. 1293 ↔
- Kitajski matematik, astronom, inženir in krajinski arhitekt Guo Shoujing zaključi s projektom izgradnje umetnega jezera Kunming pri Pekingu, ki ima poleg dopolnitve estetskega videza cesarjeve Poletne palače praktični namakalni namen.
- Quanzhou, provinca Fujian: mongolska diplomatska flota se pod vodstvom beneškega ambasadorja v mongolski službi Marka Pola odpravi na tvegano plovbo proti Perziji. Za nevesto je izbrana mongolska princesa Kokačin. Potovanje, ki poteka skozi Melaški preliv do južne Indije in od tam Perzijskega zaliva, traja dve leti. 1294 ↔

### Ostalo
- 29. januar - Po smrti grofice Ivane Bloiške nasledi Grofijo Blois njen bratranec Hugo II.. Grofija Chartes je prodana francoski kroni.
- 19. februar - Tarasconski sporazum: papež Nikolaj IV. preko legatov posreduje v mirovnem sporazumu med aragonsko in francosko krono. Preklicano je izobčenje aragonskega kralja Alfonza III., zato se mora francoski princ Karel Valoiški, ki mu je bil naziv aragonskega kralja priznan med aragonsko križarsko vojno, odpovedati temu nazivu. Sporazum ne posega v status Sicilije, zato izobčenje za Alfonzovega mlajšega brata Jakoba I. še vedno velja.
- maj - Genovska brata Vandino in Ugolino Vivaldi, po poklicu trgovca, po značaju pustolovca, se odpravita na pot proti Indiji, najverjetneje okoli Afrike. Potem ko zapustita obalo Maroka, se za njima izgubi vsaka sled. Že kmalu zatem se pojavijo razne bolj ali manj optimistične teorije o njunem izginotju.
- 10. maj - Škotska nasledstvena kriza se nadaljuje. Škotski parlament podeli angleškemu kralju Edvardu I. pravico do mediacije pri izbiri novega škotskega kralja.
- 18. junij - Umrlega aragonskega[2] kralja Alfonza III. nasledi njegov mlajši brat, sicilski kralj Jakob I.[3], ki tako združi sicilsko vladavino z aragonsko, vendar regentstvo nad Sicilijo prepusti svojemu mlajšemu bratu Frideriku. 1295 ↔
  - Tarasconski sporazum postane pravno ničen.
- 15. julij - Umre nemški kralj Rudolf I. Habsburški, ki je na evropski politični zemljevid postavil dinastijo Habsburžanov. Pred smrtjo mu ne uspe investirati svojega sina Alberta I.. Novi kralj je izvoljen naslednje leto.
- 1. avgust - V skladu se tradicijo se trije švicarski kantoni Uri, Schwyz in Unterwalden združijo v Švicarsko konfederacijo. Združevanje je narekovala skupna obramba pred Habsburžani, ki so nadzorovali mesta severno od njih. To leto so si namreč priključili Lucerno. Formalnejša oblika sporazuma je sklenjena leta → 1332.
- Oglejski patriarh Rajmond Della Torre aneksira Trst.
- Obleganje Tarife, rekonkvista: leónski plemič Alonso Pérez de Guzmán, ki je v službi kastiljske krone, prvič ubrani poskus Marinidov, da bi zavzeli strateško Tarifo. 1296 ↔
- Po 23-letih ujetništva je izpuščen kastiljski princ Henrik Senator, ki ga je po porazu pri Tagliacozzu dal zapreti Karel Anžujski.
- Po treh letih skrivanja ujamejo Angleži voditelja valižanskega upora 1287-88 Rhysa ap Maredudda.
- Češka: dokončan je grad Klenová.
- Novi ogrski kralj Andrej III. podeli Bratislavi mestne pravice.
- Benetke: mestna uprava preseli steklarje na bližnji lagunski otok Murano. Glavni cilj je zmanjšati požarno tveganje.
- Benediktanski menih in bodoči inkvizitor Bernard Gui poučuje teologijo v Limogesu.
- Frančiškanski menih Duns Škot vstopi v duhovniški stan.
- Antwerpen dobi mestne pravice.
- Kjoto, Japonska: bivši cesar Kamejama ustanovi zen budistični tempelj Nanzen-dži.

## Rojstva
- 8. februar - Alfonz IV., portugalski kralj († 1357)
- 9. marec - Kangrande I. della Scala, vladar Verone († 1329)
- 23. september - Boleslav III. Razsipni, poljski vojvoda Legnice, izobčenec († 1352)
- 31. oktober - Philippe de Vitry, francoski skladatelj in pesnik († 1361)

Neznan datum
- Abdiso Brika bar, sirski nestorijanski škof in pisec († 1318)
- Ajmon Savojski, grof Savoje († 1343)
- Hasan Gangu, ustanovitelj Sultanata Bahmani († 1358)
- papež Klemen VI. († 1352)
- Lippo Memmi, italijanski (sienski) slikar († 1356)
- Margareta Ebner, nemška redovnica, mističarka († 1351)
- Peter Tempesta, neapeljski plemič, grof Ebolija († 1315)
- Rinaldo Cavalchini, italijanski (veronski) pesnik, humanist († 1362)
- Teodor I. Paleolog, markiz Montferrata († 1338)
- Viola Elizabeta Tešinska, poljska princesa, madžarska, češka in poljska kraljica († 1317)
- Vira Balala III., indijski kralj Hojsale († 1343)

## Smrti
- 29. januar - Ivana Bloiška, grofica Bloisa, Chartresa in Dunoisa (* 1253)
- 7. marec - Argun, kan Ilkanata (* 1258)
- 18. junij - Alfonz III., aragonski kralj (* 1265)
- 24. junij - Eleanora Provansalska, angleška kraljica (* 1223)
- 15. julij - Rudolf I. Habsburški, nemški kralj (* 1218)
- 12. julij - Herman VII., mejni grof Baden-Badna (* 1266)

Neznan datum
- Abraham Abulafija, španski judovski mistik, rabin, filozof (* 1240)
- Butigeidis, veliki litovski knez (* ni znano)
- Guillaume de Beaujeu, 21. veliki mojster vitezov templarjev
- Sadi, perzijski pesnik (* 1184)
- Teluboga, kan Zlate horde
- Teobald II., grof Bara (* 1221)